# Christian Bauer (Südostasienwissenschaftler)
Christian Bauer (* 24. Mai 1952 in Recklinghausen) ist ein deutscher Südostasienwissenschaftler, Philologe und Hochschullehrer. Er war von 1993 bis 2017 Professor für Südostasiatische Philologien an der Humboldt-Universität zu Berlin und befasst sich insbesondere mit der Sprach- und Literaturgeschichte von Mon, Khmer und Thai.

## Leben
Christian Bauer absolvierte ein Studium an der Universität Laval im kanadischen Québec (Abschluss mit M.A. 1975), der Universität Paris VII Diderot (DEA 1976) sowie der École des hautes études en sciences sociales (EHESS). Mit einer Dissertation über Morphologie und Syntax der gesprochenen Mon-Sprache promovierte er 1982 beim Mon-Philologen Harry Leonard Shorto an der Londoner School of Oriental and African Studies zum Ph.D. Nachdem er von 1983 bis 1985 Postdoctoral Fellow an der Monash University im australischen Melbourne war, unterrichtete er 1985/86 als Dozent an der Thammasat-Universität und von 1986 bis 1993 an der Mahidol-Universität in Bangkok (Thailand). 1986 wurde er Mitherausgeber der Fachzeitschrift Mon-Khmer Studies, die sich mit austroasiatischen Sprachen befasst. Er ist ein ausgewiesener Fachmann für die Mon-Khmer-Sprachen.
1993 übernahm Bauer eine Professur am Institut für Asien- und Afrikawissenschaften der Humboldt-Universität zu Berlin, wo er bis 2017 Sprachen und Literaturen Südostasiens lehrte. Er ist ferner seit 1994 Mitherausgeber der Asien- und Afrikastudien der Humboldt-Universität zu Berlin sowie seit 2000 Mitherausgeber der Zeitschrift der Deutschen Morgenländischen Gesellschaft (ZDMG). Bis 2018 war er Koordinator des Erasmus-Programms an der Kultur-, Sozial- und Bildungswissenschaftlichen Fakultät der Humboldt-Universität.

## Forschungsprojekte
Neben seiner Lehrtätigkeit widmete er sich als Projektleiter der Forschung. Zu seinen Projekten gehören:
- Grammatik des epigraphischen Mittel-Khmer (1993 bis 2013)
- Die Syntax des archaischen Thai der Sukhothai-Inschriften im 14. bis 16. Jahrhundert (1993 bis 2008)
- A catalogue of Mon manuscripts at the Bernard Free Library, Rangoon (1995 bis 2013)
- A grammatical index of Epigraphic Middle Mon (14th to 18th Century) (2004 bis 2013)
- A Grammar of Old Mon (6th to 14th Century) (2004 bis 2012)
- Aufarbeitung von europäischen Nachlässen zur südostasiatischen Philologie (2008 bis 2011).

## Veröffentlichungen (Auswahl)
- Guide to Mon studies. Dept. of Linguistics, Monash University, Clayton (Australien) 1984.
- Sukhothai Inscription II. Late Old Mon Affinities and Their Implications for the History of Thai Syntax. In: Bulletin of the School of Oriental and African Studies, Band 56 (1993), S. 525–565.
- Herausgeber, Vorwort und Bibliographie zu: Robert Halliday: The Mons of Burma and Thailand. White Lotus Press, Bangkok 2000.
- Epigraphic middle Khmer. A KWIC index to the non-IMA inscriptions. Humboldt-Universität, Asian and African Studies, Berlin 2007.
- When did Middle Mon begin? In: Nathan W. Hill (Hrsg.): Medieval Tibeto-Burman Languages. Band IV. Brill, Leiden/Boston 2012, S. 5–15 (englisch, eingeschränkte Vorschau in der Google-Buchsuche).

## Quelle
- Kürschners Deutscher Gelehrten-Kalender, Band I (A–H), S. 149, K. G. Sauer Verlag 2007, ISBN 978-3-598-23616-7